# Kanton Saint-Pol-de-Léon
Saint-Pol-de-Léon is een kanton van het Franse departement Finistère. Het kanton maakt deel uit van het arrondissement Morlaix.

## Gemeenten
Het kanton Saint-Pol-de-Léon omvatte tot 2014 de volgende gemeenten:
- Île-de-Batz
- Mespaul
- Plouénan
- Plougoulm
- Roscoff
- Saint-Pol-de-Léon (hoofdplaats)
- Santec
- Sibiril

Bij de herindeling van de kantons bij decreet van 13 februari 2014, met uitwerking op 22 maart 2015, werden daar volgende 6 gemeenten aan toegevoegd:
- Cléder
- Lanhouarneau
- Plouescat
- Plounévez-Lochrist
- Tréflaouénan
- Tréflez